# Sjevernoturkijski jezici
Sjevernoturkijski jezici ili sibirski turkijski jezici, skupina od osam turkijskih jezika koji se govore na azijskom dijelu Ruske Federacije i nekim susjednim zemljama (Kina i Mongolija). Njima govori oko 679.000 ljudi. najznačajniji su jakutski i tuvinski.
Obuhvaća jezike sjevernoaltajski [atv] (1.570); južnoaltajski [alt] 20.000; 1993 J. Janhunen); dolganski [dlg] (4.870); karagaski [kim] (28; 2001); hakaski [kjh] (20.000; 2007 SIL),; šorski [cjs] (6.210); tuvinski [tyv] (264.400); i jakutski [sah] (363.000; 1993 UBS).

## Vanjske poveznice
- Ethnologue (14th)
- Ethnologue (15th)